# Emmanuel Gigliotti
Emmanuel Gigliotti, né le 20 mai 1987 à Buenos Aires, est un footballeur argentin.Il évolue au poste d'attaquant au Deportivo Toluca.

## Biographie

### En club
Gigliotti commence sa carrière de footballeur en 2006, au club de Lamadrid (en) en quatrième division argentine. En 2007 il signe à Argentinos Juniors en Primera División, mais il n'y joue pas et rejoint All Boys, à l'étage inférieur. En 2008-2009, il est le meilleur buteur de l'équipe, qui se maintient en D2.
En 2009, il part à l'Atlético Tucumán, promu en Primera División. Il y fait ses débuts contre Huracán le 3 septembre 2009 et marque son premier but le 7 novembre contre Tigre, battu 4-2. Il récidive la semaine suivante contre River Plate.
Lors de l'été 2010, il est transféré à Novara, en Italie, d'où sa famille est originaire. Après six mois sans briller, il fait son retour en prêt à All Boys, promu entretemps en première division,. Les deux étés suivants, il est de nouveau prêté en Argentine, au CA San Lorenzo puis au CA Colón, où il inscrit respectivement 10 et 21 buts en championnat. Il est meilleur buteur du tournoi final du championnat d'Argentine en 2013.
En juillet 2013, Gigliotti est transféré définitivement à Boca Juniors, en Argentine. Il y marque de nombreux buts. Le 6 octobre, il marque face à River Plate lors du Superclásico.
Le 30 octobre 2014, il inscrit son premier but avec Boca Juniors dans une compétition continentale (son 19e avec le club), contre Cerro Porteño en Copa Sudamericana. En demi-finale de la compétition, il manque cependant un penalty décisif face à River Plate. Il perd par la suite sa place de titulaire.
Le 28 février 2015, il rejoint le club de Chongqing Lifan en Chinese Super League, pour un prêt avec option d'achat.

### En sélection
Gigliotti ne compte qu'une seule sélection avec l'Argentine, obtenue face au Brésil le 14 septembre 2011 lors de la Copa Roca (0-0).

## Palmarès
- Copa Sudamericana 2017